# Liste von Bergen in Wyoming

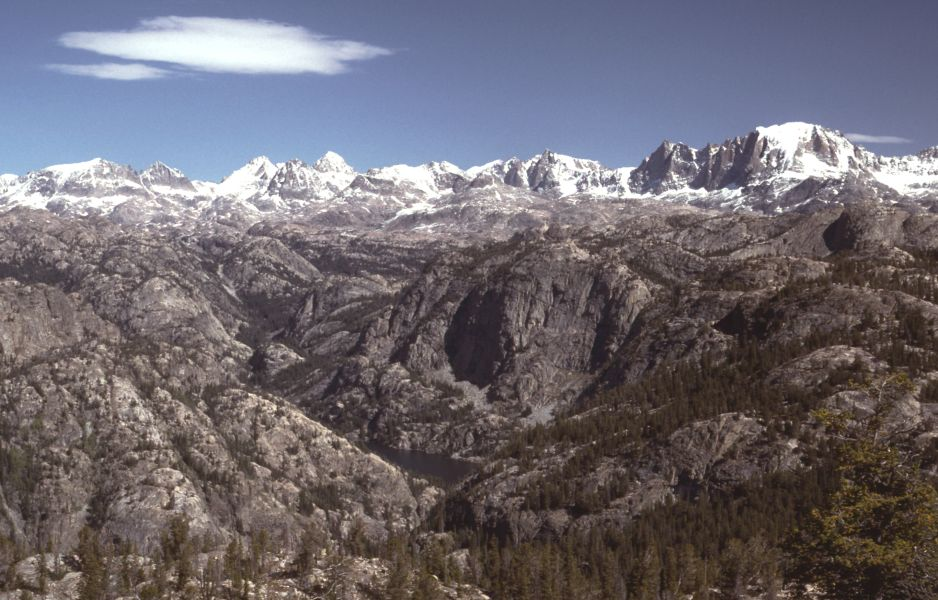
Die Wind River Range, das höchste Gebirge des Bundesstaates Wyoming.

Besonders im Nordwesten und teilweise auch im Südosten des US-Bundesstaates Wyoming erheben sich gewaltige Gebirgsketten, die allesamt Teil der Rocky Mountains sind. Das Felsengebirge splittert sich in Wyoming in verschiedene Bergkämme auf, die sich gewöhnlich in nord-südlicher oder nordwestlich-südöstlicher Richtung erstrecken. Die Bighorn und Laramie Mountains begrenzen hierbei die Prärien und markieren den Übergang in ausgedehnte Beckenlandschaften, die von den Gebirgszügen eingerahmt werden.
Die beeindruckendsten Auffaltungen der Rocky Mountains in Wyoming sind die Absaroka-, Teton-, Wind River- und Wyoming Ranges, sowie die Bighorn Mountains im Nordwesten, denen die niedrigeren und weniger spektakulären Laramie- und Medicine Bow Mountains im Südosten gegenüberstehen. Besonders hoch und wild zerklüftet präsentiert sich die Wind River Range, in der 20 Viertausender in den Himmel ragen. Hier befindet sich auch die höchste Erhebung Wyomings, der 4207 m hohe Gannett Peak. 

## Höchste Berge

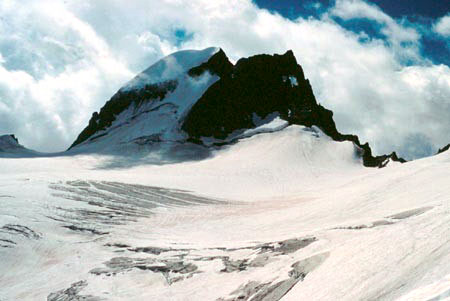
Gannett Peak

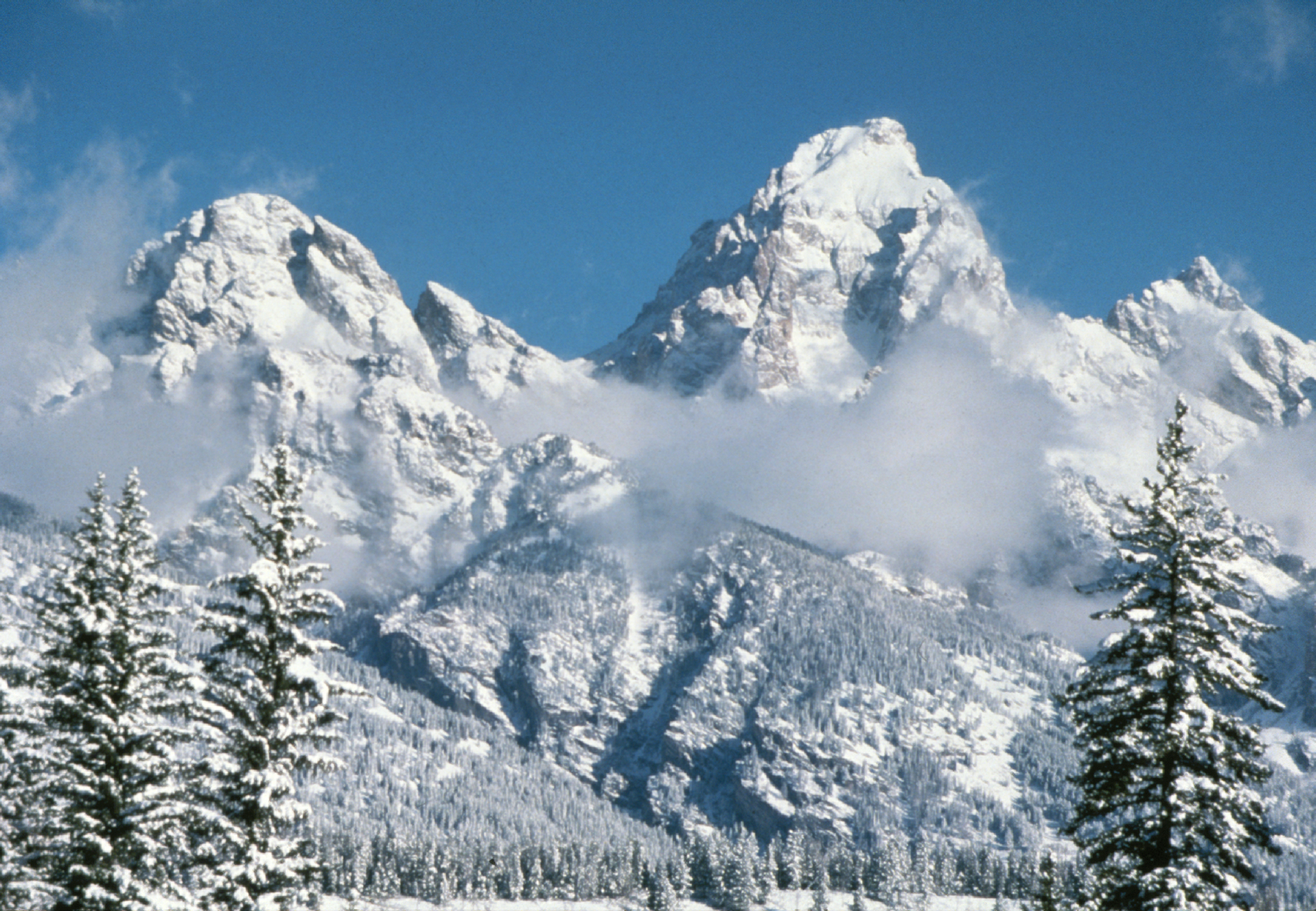
Grand Teton

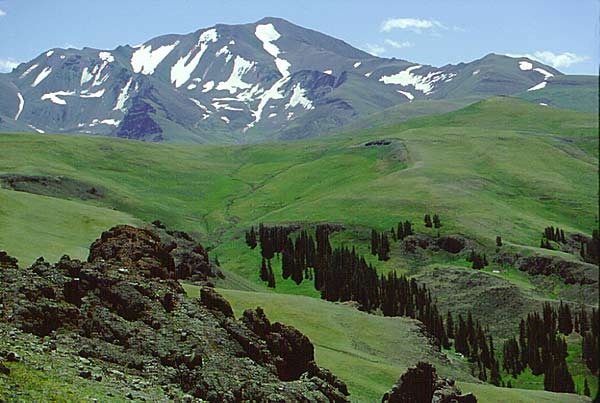
Francs Peak

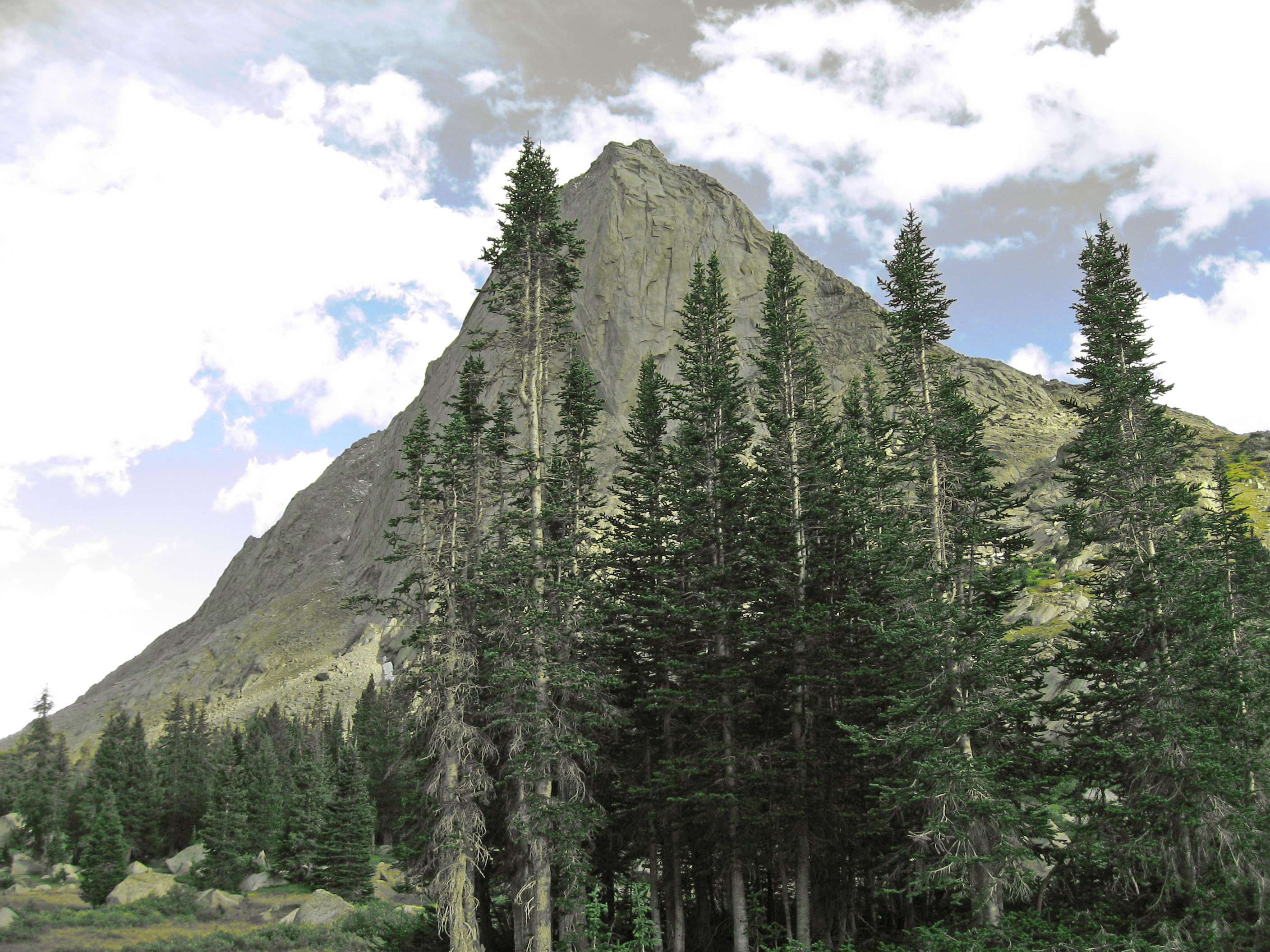
Lizard Head Peak

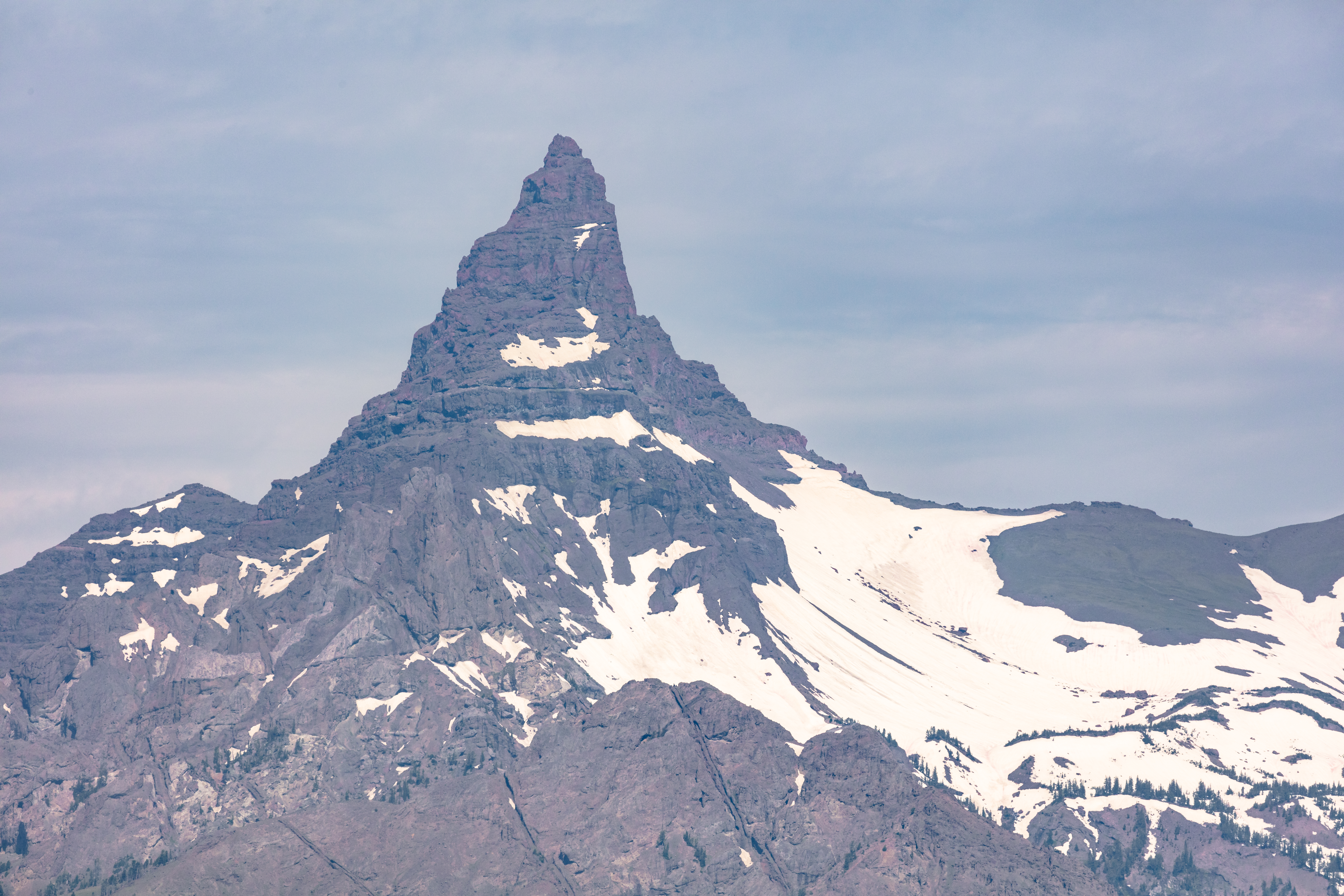
Pilot Peak

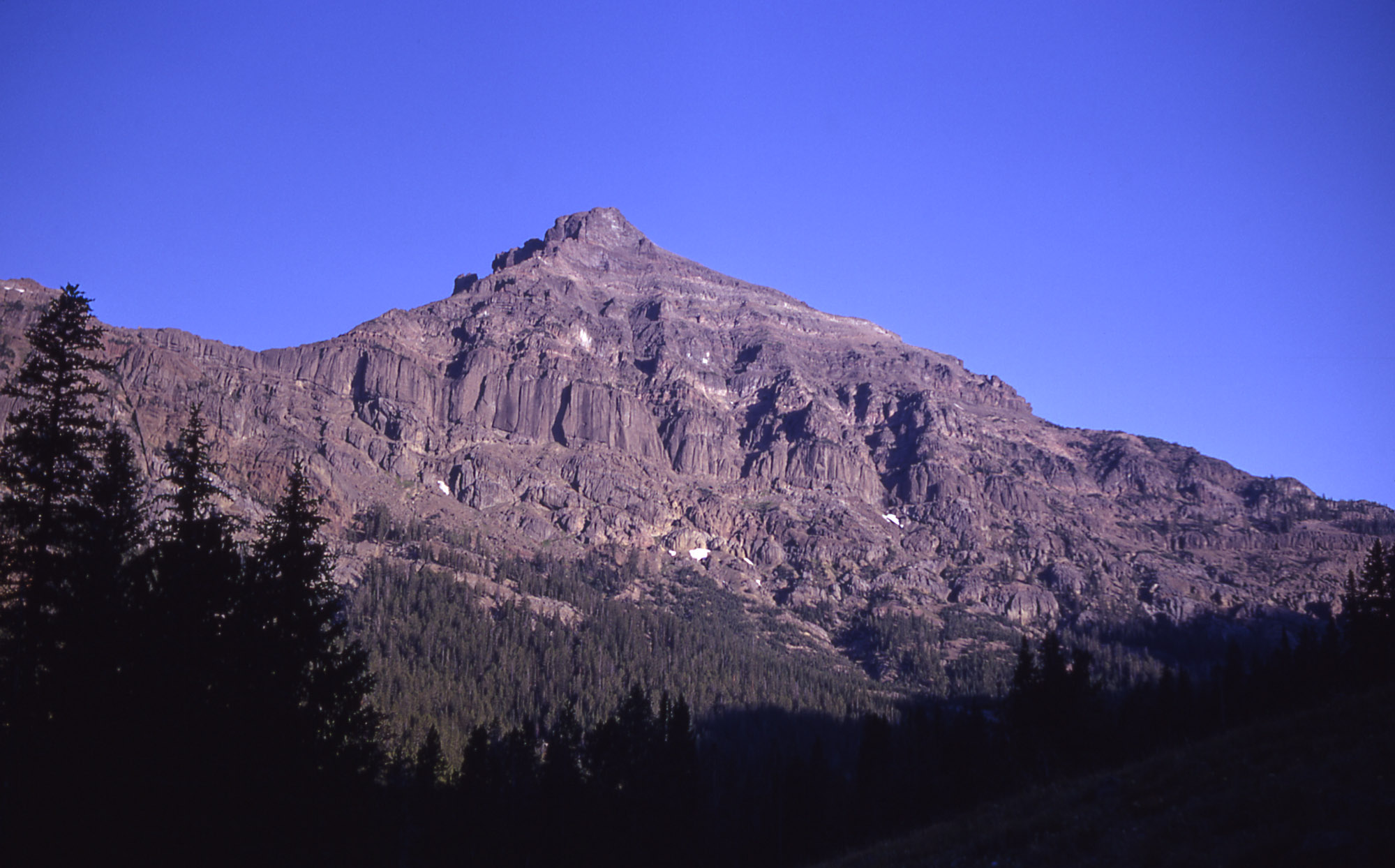
Eagle Peak

Die folgende Liste führt die 40 höchsten Berge Wyomings mit einer Schartenhöhe von mindestens 500 m. Der Gannett Peak in der Wind River Range ist mit 4207 m der höchste Berg des Bundesstaates, neben der Wind River Range erreichen die Teton Range, die Bighorn Mountains und die Absaroka Range Höhen von mehr als 4000 m. Fourteeners (Berge über 14.000 Fuß (4267,2 m)) gibt es in Wyoming somit nicht.
| Rang | Gipfel               | Gebirgszug             | Meereshöhe | Schartenhöhe | Dominanz |
| ---- | -------------------- | ---------------------- | ---------- | ------------ | -------- |
| 1    | Gannett Peak         | Wind River Range       | 4207 m     | 2157 m       | 467,3 km |
| 2    | Grand Teton          | Teton Range            | 4199 m     | 1990 m       | 111,6 km |
| 3    | Wind River Peak      | Wind River Range       | 4021 m     | 778 m        | 56,6 km  |
| 4    | Cloud Peak           | Bighorn Mountains      | 4013 m     | 2157 m       | 233,4 km |
| 5    | Francs Peak          | Absaroka Range         | 4011 m     | 1236 m       | 76,0 km  |
| 6    | Lizard Head Peak     | Wind River Range       | 3914 m     | 574 m        | 10,4 km  |
| 7    | Mount Moran          | Teton Range            | 3842 m     | 794 m        | 9,9 km   |
| 8    | Atlantic Peak        | Wind River Range       | 3807 m     | 649 m        | 13,8 km  |
| 9    | Mount Nystrom        | Wind River Range       | 3766 m     | 547 m        | 6,8 km   |
| 10   | Carter Mountain      | Absaroka Range         | 3755 m     | 512 m        | 24,9 km  |
| 11   | Trout Peak           | Absaroka Range         | 3732 m     | 1123 m       | 45,7 km  |
| 12   | Wapiti Ridge         | Absaroka Range         | 3708 m     | 757 m        | 20,3 km  |
| 13   | Younts Peak          | Absaroka Range         | 3705 m     | 683 m        | 20,4 km  |
| 14   | Fortress Peak        | Absaroka Range         | 3684 m     | 501 m        | 15,3 km  |
| 15   | Glover Peak          | Wind River Range       | 3678 m     | 515 m        | 4,1 km   |
| 16   | Medicine Bow Peak    | Medicine Bow Mountains | 3662 m     | 985 m        | 65,4 km  |
| 17   | Doubletop Peak       | Gros Ventre Range      | 3572 m     | 902 m        | 39,9 km  |
| 18   | Pilot Peak           | Absaroka Range         | 3566 m     | 762 m        | 17,2 km  |
| 19   | Wyoming Peak         | Wyoming Range          | 3468 m     | 1078 m       | 81,8 km  |
| 20   | Eagle Peak           | Absaroka Range         | 3465 m     | 563 m        | 4,1 km   |
| 21   | Prospectors Mountain | Teton Range            | 3426 m     | 512 m        | 4,6 km   |
| 22   | North Breccia Cliffs | Absaroka Range         | 3426 m     | 634 m        | 10,7 km  |
| 23   | Elk Mountain         | Medicine Bow Mountains | 3400 m     | 1005 m       | 33,5 km  |
| 24   | Bridger Peak         | Park Range             | 3354 m     | 574 m        | 40,2 km  |
| 25   | Rendezvous Peak      | Teton Range            | 3331 m     | 561 m        | 9,0 km   |
| 26   | Indian Peak          | Absaroka Range         | 3329 m     | 513 m        | 8,3 km   |
| 27   | Mount Fitzpatrick    | Salt River Range       | 3324 m     | 679 m        | 10,9 km  |
| 28   | Hoback Peak          | Wyoming Range          | 3311 m     | 775 m        | 31,8 km  |
| 29   | Mount McDougal       | Wyoming Range          | 3286 m     | 713 m        | 6,6 km   |
| 30   | Saddle Mountain      | Absaroka Range         | 3252 m     | 570 m        | 6,3 km   |
| 31   | The Thunderer        | Absaroka Range         | 3217 m     | 522 m        | 7,2 km   |
| 32   | Barronette Peak      | Absaroka Range         | 3183 m     | 647 m        | 4,2 km   |
| 33   | Peak 10380           | Wyoming Range          | 3164 m     | 536 m        | 10,4 km  |
| 34   | Mount Leidy          | Gros Ventre Range      | 3147 m     | 550 m        | 11,9 km  |
| 35   | Mount Sheridan       | Red Mountains          | 3142 m     | 703 m        | 33,2 km  |
| 36   | Laramie Peak         | Laramie Mountains      | 3131 m     | 1009 m       | 108,4 km |
| 37   | Windy Mountain       | Absaroka Range         | 3128 m     | 616 m        | 10,2 km  |
| 38   | Mount Washburn       | Gallatin Range         | 3122 m     | 708 m        | 30,1 km  |
| 39   | Two Ocean Plateau    | Two Ocean Plateau      | 3117 m     | 630 m        | 7,9 km   |
| 40   | Mount Hancock        | Big Game Ridge         | 3113 m     | 541 m        | 15,1 km  |

## Größte Schartenhöhen

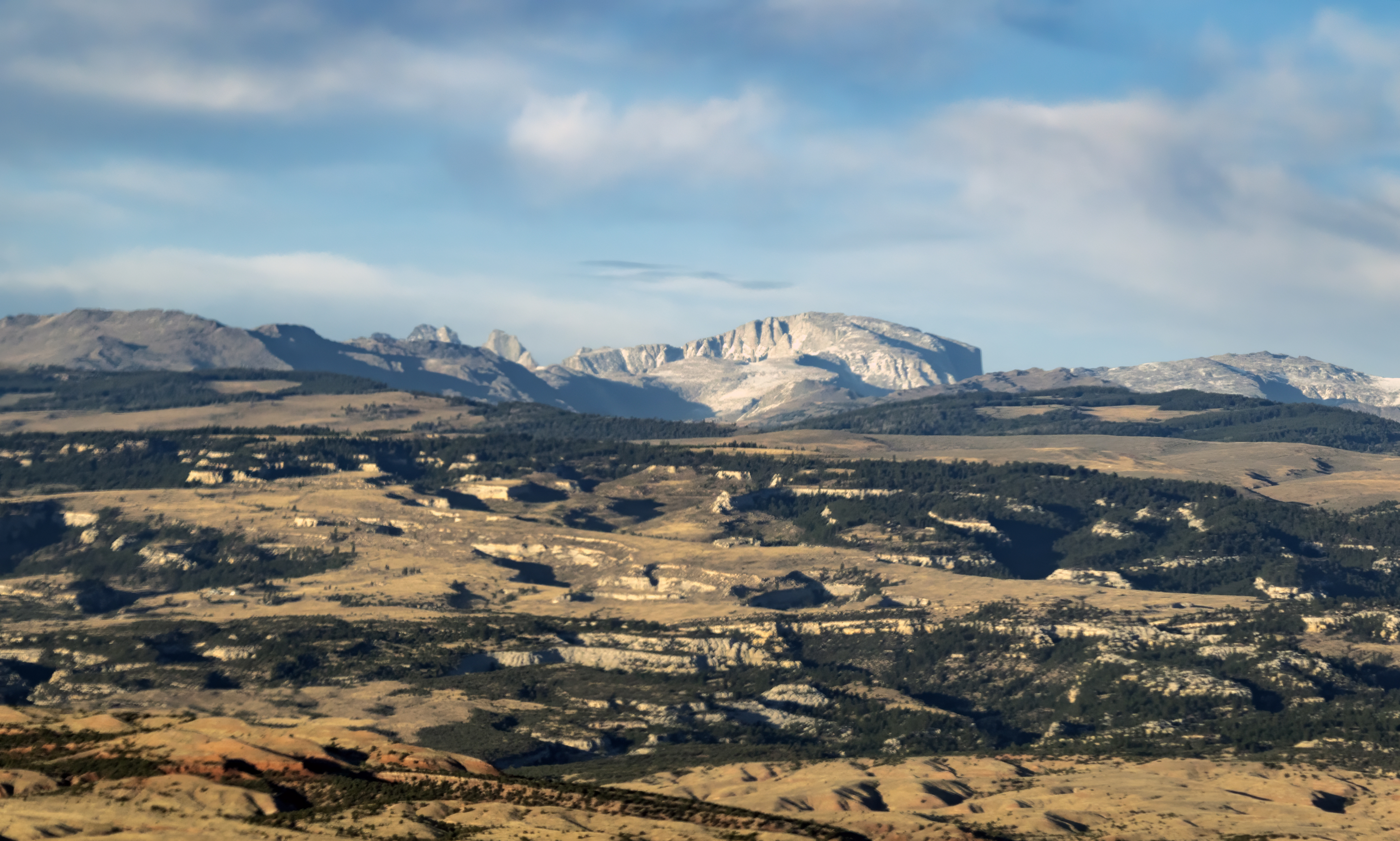
Cloud Peak

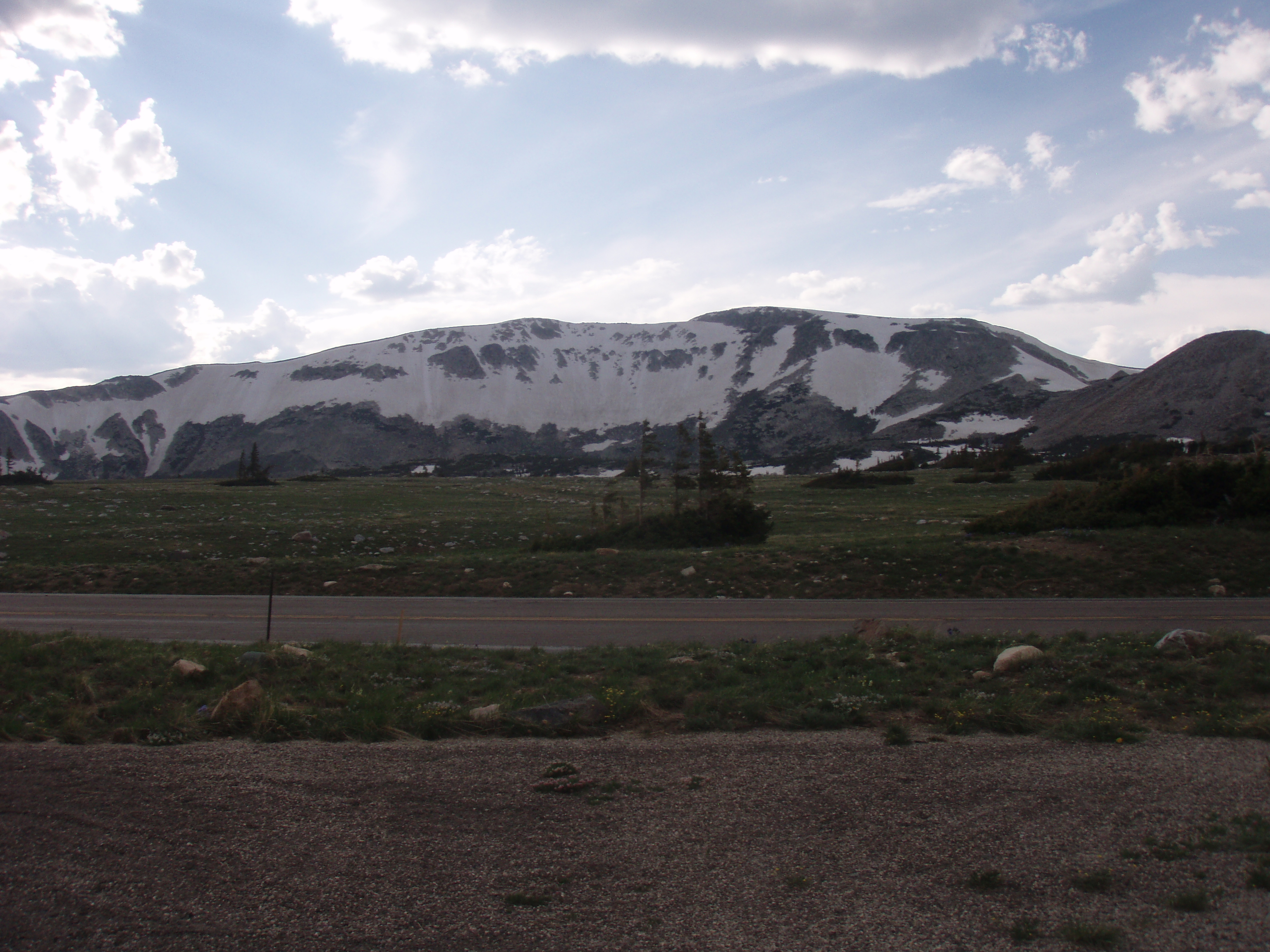
Medicine Bow Peak

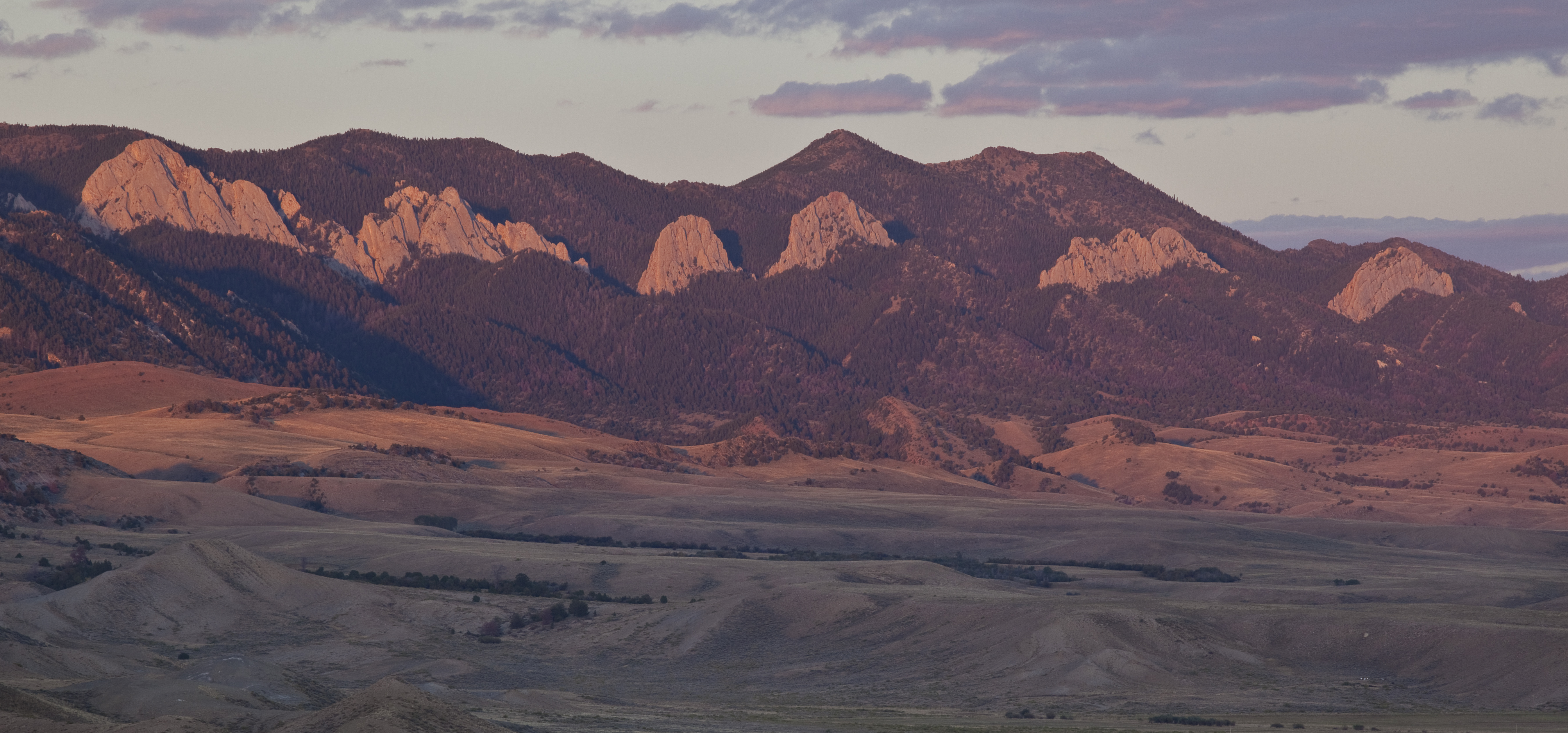
Ferris Peak

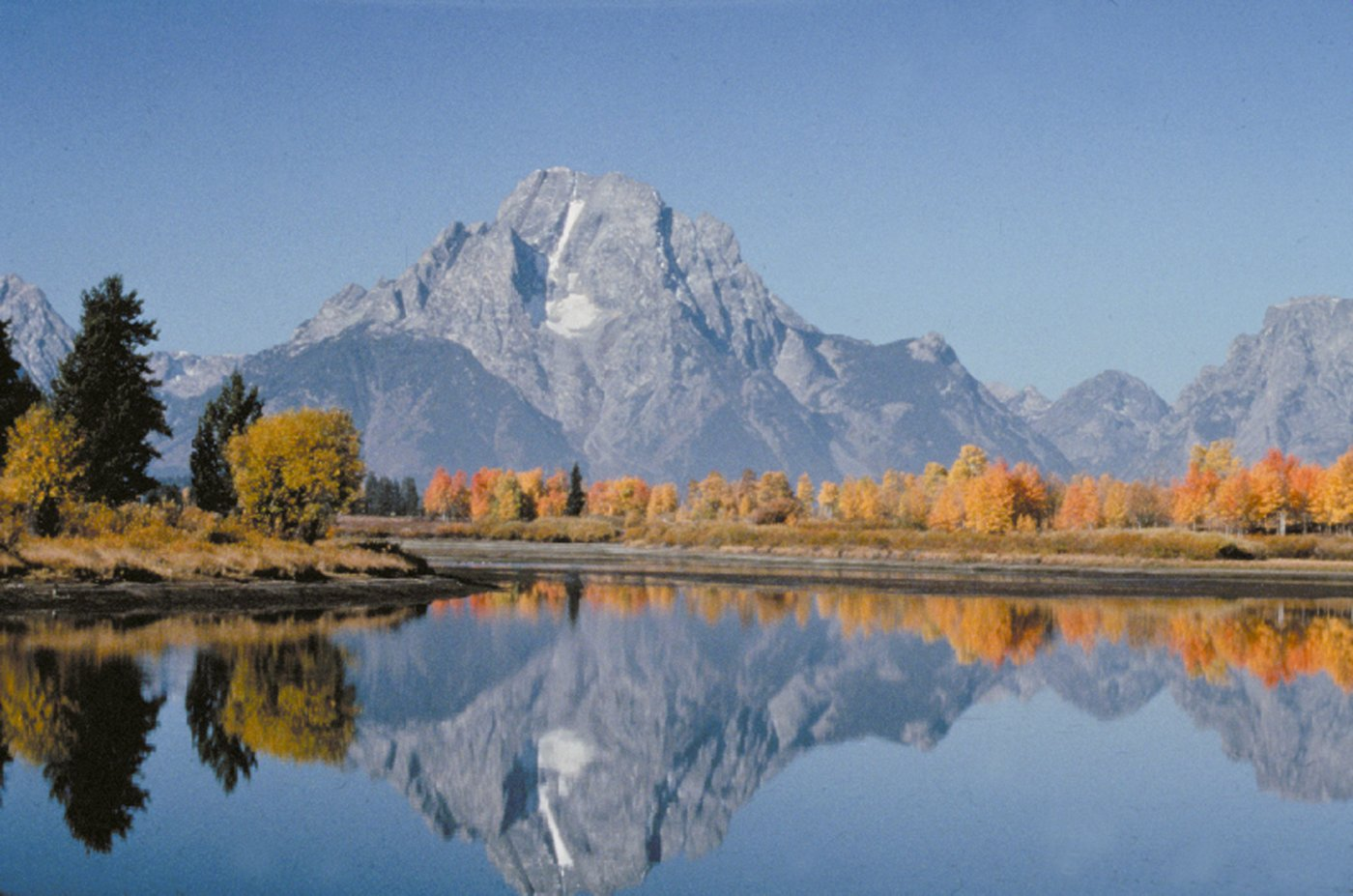
Mount Moran

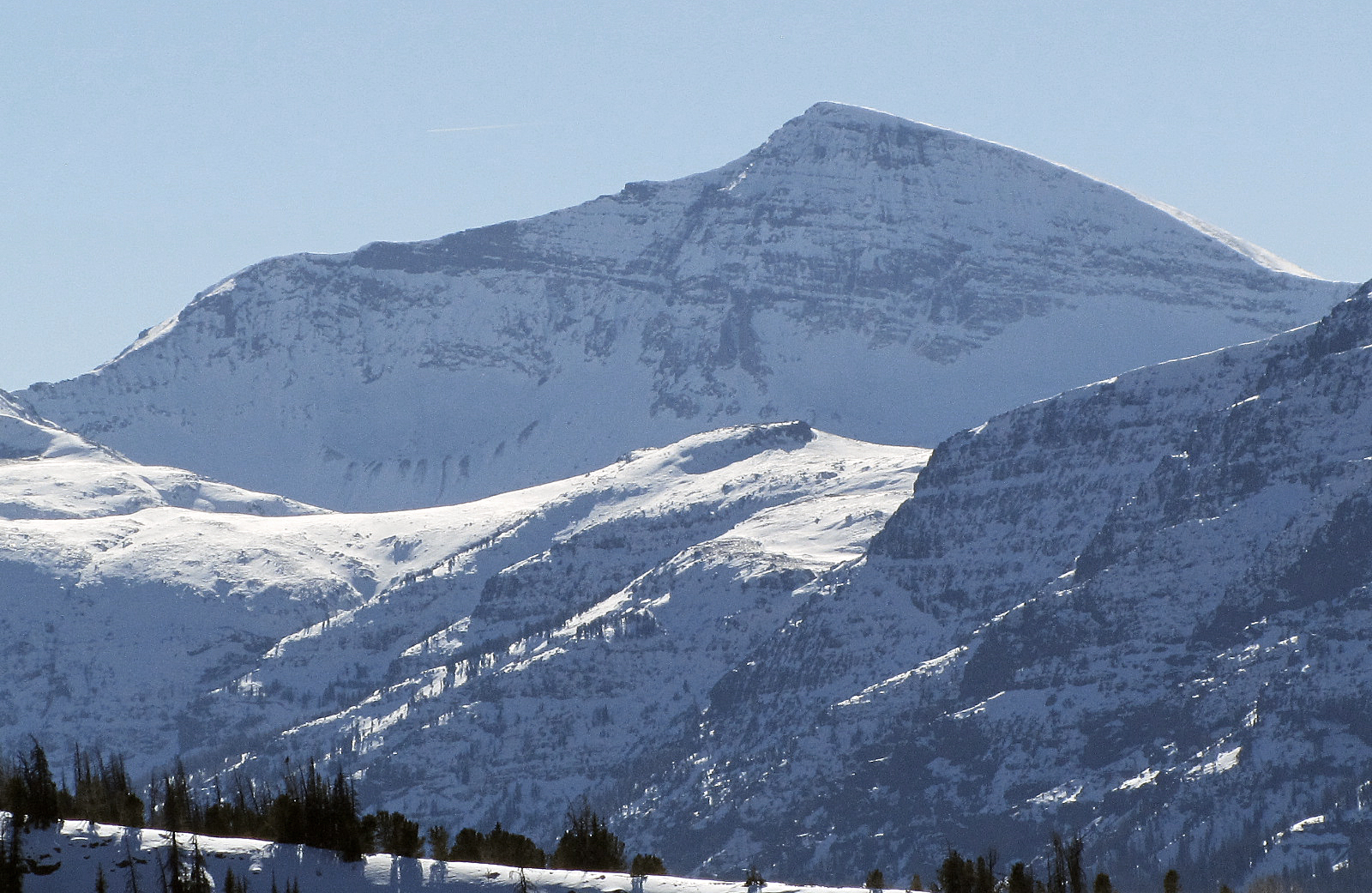
Younts Peak

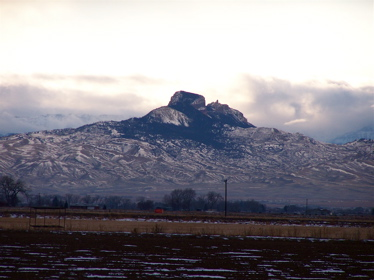
Heart Mountain

Die Schartenhöhe oder Prominenz bezeichnet in der Geographie die Höhendifferenz zwischen einem Berggipfel und der höchstgelegenen Einschartung, über die ein höherer Gipfel erreicht werden kann. Die prominentesten Berge in Wyoming sind Cloud Peak und Gannett Peak mit jeweils 2157 m Schartenhöhe. Diese zwei Berge sowie der Grand Teton gelten als Ultra, das heißt, sie haben eine Schartenhöhe von mehr als 1500 m. Insgesamt 8 Gipfel in Wyoming erreichen eine Schartenhöhe von 1000 m, 35 eine von 600 m.
| Rang | Gipfel                         | Gebirgszug             | Meereshöhe | Schartenhöhe | Dominanz |
| ---- | ------------------------------ | ---------------------- | ---------- | ------------ | -------- |
| 1    | Cloud Peak                     | Bighorn Mountains      | 4013 m     | 2157 m       | 233,4 km |
| 2    | Gannett Peak                   | Wind River Range       | 4207 m     | 2157 m       | 467,3 km |
| 3    | Grand Teton                    | Teton Range            | 4199 m     | 1990 m       | 111,6 km |
| 4    | Francs Peak                    | Absaroka Range         | 4011 m     | 1236 m       | 76,0 km  |
| 5    | Trout Peak                     | Absaroka Range         | 3732 m     | 1123 m       | 45,7 km  |
| 6    | Wyoming Peak                   | Wyoming Range          | 3468 m     | 1078 m       | 81,8 km  |
| 7    | Laramie Peak                   | Laramie Mountains      | 3131 m     | 1009 m       | 108,4 km |
| 8    | Elk Mountain                   | Medicine Bow Mountains | 3400 m     | 1005 m       | 33,5 km  |
| 9    | Ferris Peak                    | Ferris Mountains       | 3059 m     | 999 m        | 89,0 km  |
| 10   | Medicine Bow Peak              | Medicine Bow Mountains | 3662 m     | 985 m        | 65,4 km  |
| 11   | Doubletop Peak                 | Gros Ventre Range      | 3572 m     | 902 m        | 39,9 km  |
| 12   | Mount Moran                    | Teton Range            | 3842 m     | 794 m        | 9,9 km   |
| 13   | Wind River Peak                | Wind River Range       | 4021 m     | 778 m        | 56,6 km  |
| 14   | Hoback Peak                    | Wyoming Range          | 3311 m     | 775 m        | 31,8 km  |
| 15   | Pilot Peak                     | Absaroka Range         | 3566 m     | 762 m        | 17,2 km  |
| 16   | Wapiti Ridge                   | Absaroka Range         | 3708 m     | 757 m        | 20,3 km  |
| 17   | Cedar Mountain                 | Absaroka Range         | 2402 m     | 750 m        | 3,0 km   |
| 18   | Observation Peak               | Snake River Range      | 3036 m     | 744 m        | 14,6 km  |
| 19   | Mount McDougal                 | Wyoming Range          | 3286 m     | 713 m        | 6,6 km   |
| 20   | Mount Washburn                 | Gallatin Range         | 3122 m     | 708 m        | 30,1 km  |
| 21   | Mount Sheridan                 | Red Mountains          | 3142 m     | 703 m        | 33,2 km  |
| 22   | Younts Peak                    | Absaroka Range         | 3705 m     | 683 m        | 20,4 km  |
| 23   | Mount Fitzpatrick              | Salt River Range       | 3324 m     | 679 m        | 10,9 km  |
| 24   | Whiskey Peak                   | Green Mountain         | 2812 m     | 678 m        | 16,8 km  |
| 25   | Owl Creek Mountains High Point | Owl Creek Mountains    | 3010 m     | 663 m        | 24,3 km  |
| 26   | Heart Mountain                 | Absaroka Range         | 2476 m     | 659 m        | 13,6 km  |
| 27   | Bradley Mountain               | Wyoming Range          | 2832 m     | 650 m        | 6,8 km   |
| 28   | Atlantic Peak                  | Wind River Range       | 3807 m     | 649 m        | 13,8 km  |
| 29   | Baronette Peak                 | Absaroka Range         | 3183 m     | 647 m        | 4,2 km   |
| 30   | North Breccia Cliffs           | Absaroka Range         | 3426 m     | 634 m        | 10,7 km  |
| 31   | Sublette Mountain              | Sublette Range         | 2839 m     | 632 m        | 26,3 km  |
| 32   | Two Ocean Plateau              | Two Ocean Plateau      | 3117 m     | 630 m        | 7,9 km   |
| 33   | Bradley Peak                   | Seminoe Mountains      | 2727 m     | 624 m        | 14,7 km  |
| 34   | Windy Mountain                 | Absaroka Range         | 3128 m     | 616 m        | 10,2 km  |
| 35   | Copper Mountain                | Bridger Mountains      | 2530 m     | 610 m        | 44,1 km  |
| 36   | Shirley Mountains High Point   | Shirley Mountains      | 2789 m     | 595 m        | 53,7 km  |
| 37   | Bridger Peak                   | Park Range             | 3354 m     | 574 m        | 40,2 km  |
| 38   | Lizard Head Peak               | Wind River Range       | 3914 m     | 574 m        | 10,4 km  |
| 39   | Saddle Mountain                | Absaroka Range         | 3252 m     | 570 m        | 6,3 km   |
| 40   | Eagle Peak                     | Absaroka Range         | 3465 m     | 563 m        | 4,1 km   |

## Größte Dominanz

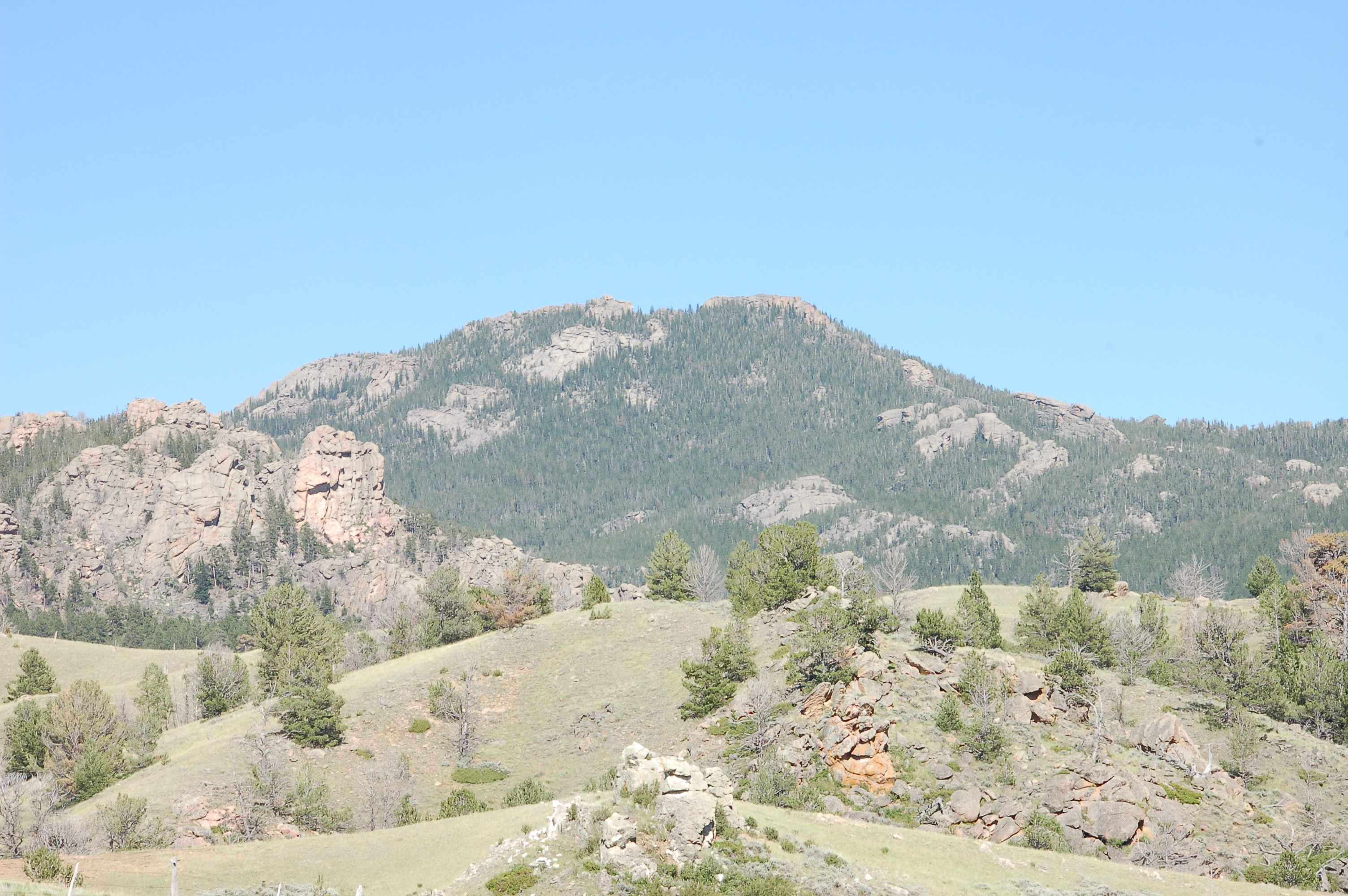
Laramie Peak

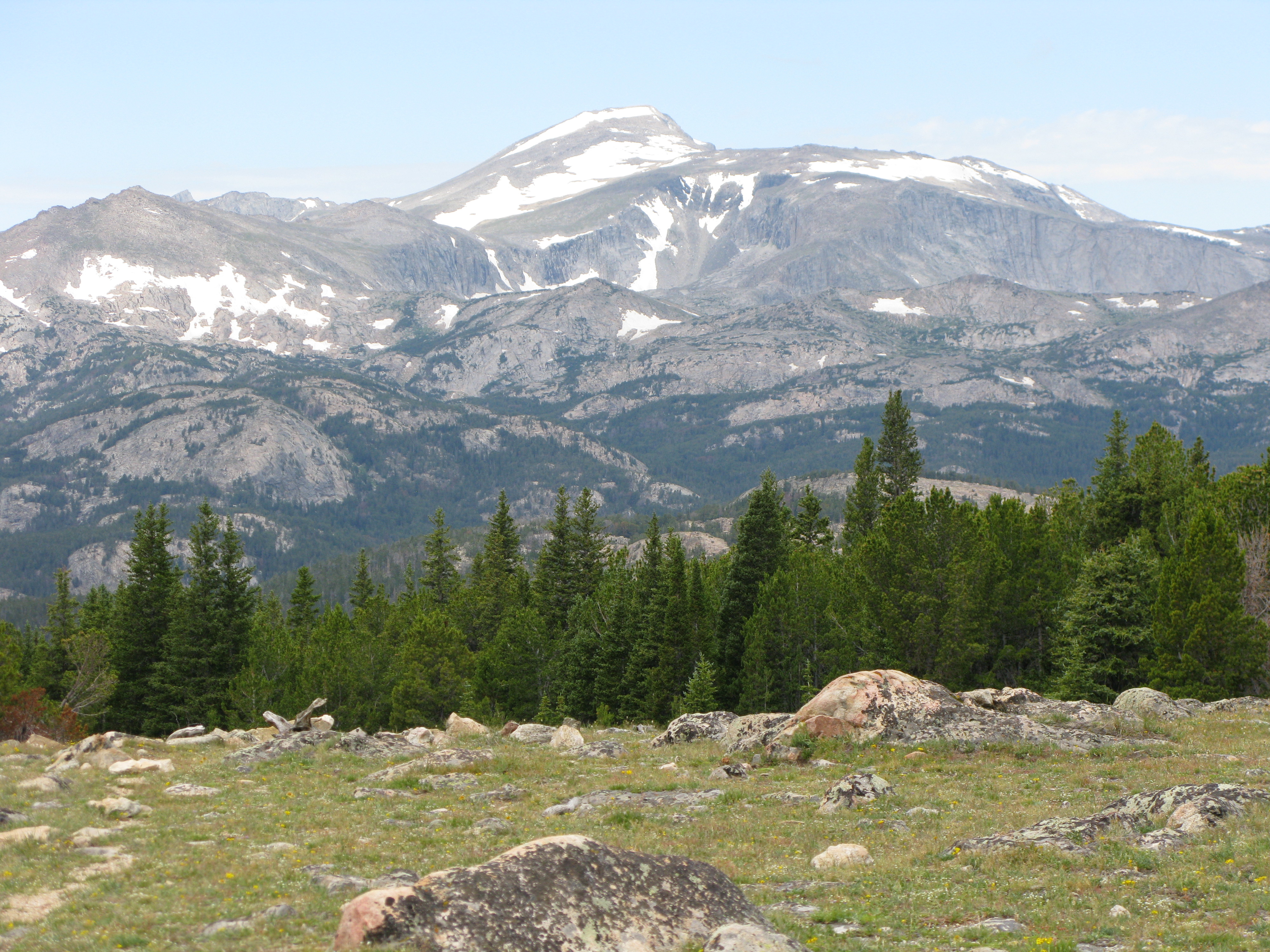
Wind River Peak

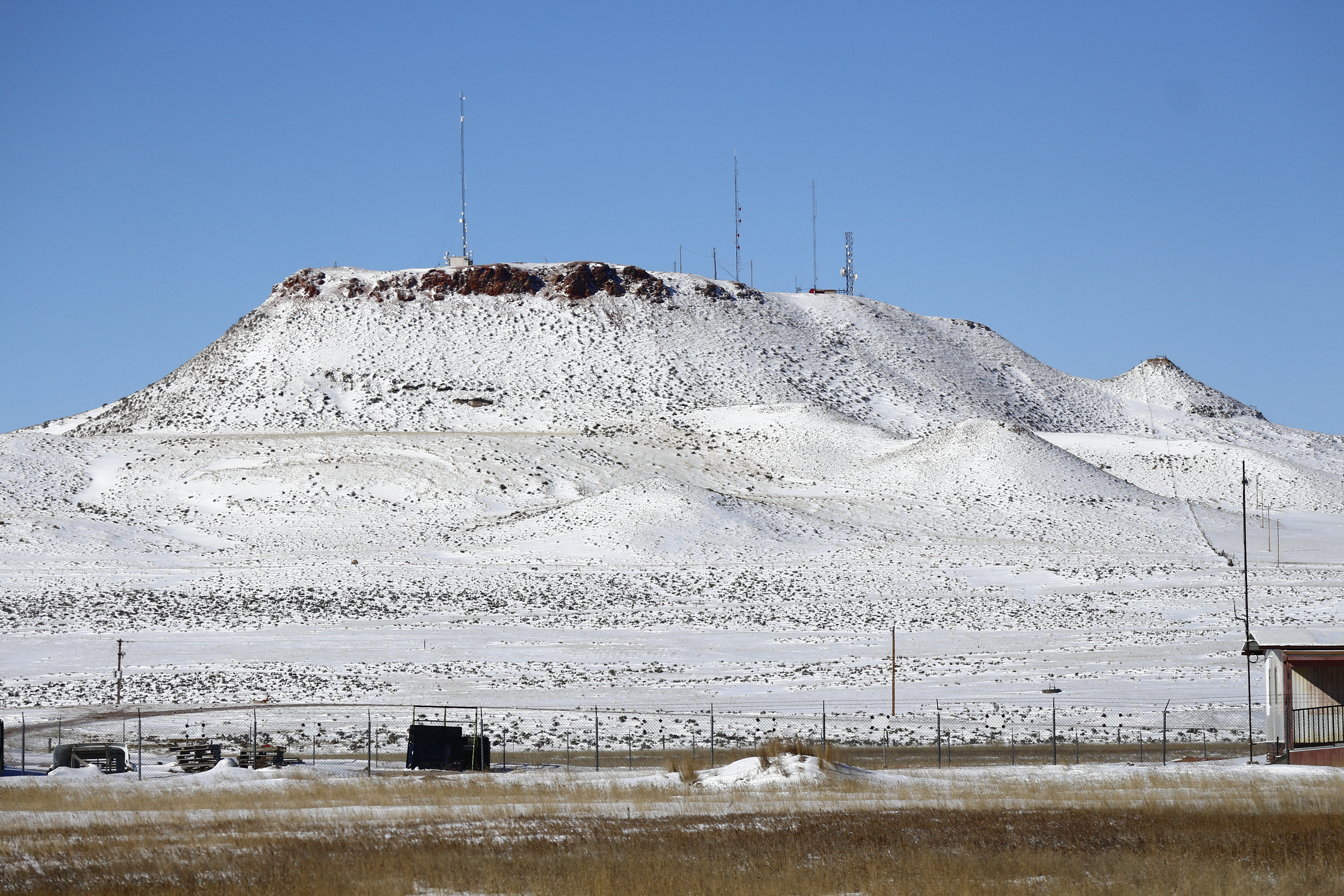
Antelope Butte

Die Dominanz bezeichnet in der Geographie den Radius des Gebietes, den ein Berg überragt, also die Entfernung vom Gipfel eines Berges zu einem nächstgelegenen höheren Punkt. Im Falle des Gannett Peak ist dies der Gipfel des Longs Peak im Bundesstaat Colorado.
| Rang | Gipfel                       | Gebirgszug             | Meereshöhe | Schartenhöhe | Dominanz | Dominanzbezug       |
| ---- | ---------------------------- | ---------------------- | ---------- | ------------ | -------- | ------------------- |
| 1    | Gannett Peak                 | Wind River Range       | 4207 m     | 2157 m       | 467,3 km | Longs Peak          |
| 2    | Cloud Peak                   | Bighorn Mountains      | 4013 m     | 2157 m       | 233,4 km | Gjetetind           |
| 3    | Grand Teton                  | Teton Range            | 4199 m     | 1990 m       | 111,6 km | Gannett Peak        |
| 4    | Laramie Peak                 | Laramie Mountains      | 3131 m     | 1009 m       | 108,4 km | Medicine Bow Peak   |
| 5    | Ferris Peak                  | Ferris Mountains       | 3059 m     | 999 m        | 89,0 km  | Mount Nystrom       |
| 6    | Wyoming Peak                 | Wyoming Range          | 3468 m     | 1078 m       | 81,8 km  | Tosi Peak           |
| 7    | Francs Peak                  | Absaroka Range         | 4011 m     | 1236 m       | 76,0 km  | Gjetetind           |
| 8    | Mine Benchmark               | Bighorn Mountains      | 2780 m     | 525 m        | 71,6 km  | Peak 9382           |
| 9    | Medicine Bow Peak            | Medicine Bow Mountains | 3662 m     | 985 m        | 65,4 km  | Mount Zirkel        |
| 10   | Goshen County High Point     | Great Plains           | 1865 m     | 287 m        | 61,4 km  | Point of Rocks      |
| 11   | Steamboat Mountain           | Leucite Hills          | 2647 m     | 387 m        | 59,0 km  | Pabst Peak          |
| 12   | Wind River Peak              | Wind River Range       | 4021 m     | 778 m        | 56,6 km  | Brown Cliffs North  |
| 13   | Shirley Mountains High Point | Shirley Mountains      | 2789 m     | 595 m        | 53,7 km  | Peak 9628           |
| 14   | Garfield Peak                | Rattlesnake Hills      | 2513 m     | 458 m        | 53,6 km  | Peak 8497           |
| 15   | Pine Ridge                   | Great Plains           | 1925 m     | 212 m        | 53,6 km  | Dewey Benchmark     |
| 16   | Antelope Butte               | Great Plains           | 1546 m     | 77 m         | 48,4 km  | Rocky Butte         |
| 17   | Mile High Hill               | Great Plains           | 1609 m     | 116 m        | 47,8 km  | Rocky Butte         |
| 18   | Trout Peak                   | Absaroka Range         | 3732 m     | 1123 m       | 45,7 km  | Carter Mountain     |
| 19   | Copper Mountain              | Bridger Mountains      | 2530 m     | 610 m        | 44,1 km  | Rebedeaux Benchmark |
| 20   | Monument Hill                | Great Plains           | 1399 m     | 39 m         | 42,1 km  | North Butte         |

## Belege
1. ↑  Peakbagger: Gannett Peak. Abgerufen am 17. Juni 2021.
2. ↑  Peakbagger: Grand Teton. Abgerufen am 17. Juni 2021.
3. ↑  Peakbagger: Wind River Peak. Abgerufen am 17. Juni 2021.
4. ↑  Peakbagger: Cloud Peak. Abgerufen am 17. Juni 2021.
5. ↑  Peakbagger: Francs Peak. Abgerufen am 17. Juni 2021.
6. ↑  Peakbagger: Lizard Head Peak. Abgerufen am 17. Juni 2021.
7. ↑  Peakbagger: Mount Moran. Abgerufen am 17. Juni 2021.
8. ↑  Peakbagger: Atlantic Peak. Abgerufen am 17. Juni 2021.
9. ↑  Peakbagger: Mount Nystrom. Abgerufen am 17. Juni 2021.
10. ↑  Peakbagger: Carter Mountain. Abgerufen am 17. Juni 2021.
11. ↑  Peakbagger: Trout Peak. Abgerufen am 17. Juni 2021.
12. ↑  Peakbagger: Wapiti Ridge. Abgerufen am 17. Juni 2021.
13. ↑  Peakbagger: Younts Peak. Abgerufen am 17. Juni 2021.
14. ↑  Peakbagger: Fortress Peak. Abgerufen am 17. Juni 2021.
15. ↑  Peakbagger: Glover Peak. Abgerufen am 17. Juni 2021.
16. ↑  Peakbagger: Medicine Bow Peak. Abgerufen am 17. Juni 2021.
17. ↑  Peakbagger: Doubletop Peak. Abgerufen am 17. Juni 2021.
18. ↑  Peakbagger: Pilot Peak. Abgerufen am 17. Juni 2021.
19. ↑  Peakbagger: Wyoming Peak. Abgerufen am 17. Juni 2021.
20. ↑  Peakbagger: Eagle Peak. Abgerufen am 17. Juni 2021.
21. ↑  Peakbagger: Prospectors Mountain. Abgerufen am 17. Juni 2021.
22. ↑  Peakbagger: North Breccia Cliffs. Abgerufen am 17. Juni 2021.
23. ↑  Peakbagger: Elk Mountain. Abgerufen am 17. Juni 2021.
24. ↑  Peakbagger: Bridger Peak. Abgerufen am 17. Juni 2021.
25. ↑  Peakbagger: Rendezvous Peak. Abgerufen am 17. Juni 2021.
26. ↑  Peakbagger: Indian Peak. Abgerufen am 17. Juni 2021.
27. ↑  Peakbagger: Mount Fitzpatrick. Abgerufen am 17. Juni 2021.
28. ↑  Peakbagger: Hoback Peak. Abgerufen am 17. Juni 2021.
29. ↑  Peakbagger: Mount McDougal. Abgerufen am 17. Juni 2021.
30. ↑  Peakbagger: Saddle Mountain. Abgerufen am 17. Juni 2021.
31. ↑  Peakbagger: The Thunderer. Abgerufen am 17. Juni 2021.
32. ↑  Peakbagger: Baronnette Peak. Abgerufen am 17. Juni 2021.
33. ↑  Peakbagger: Mount Leidy. Abgerufen am 17. Juni 2021.
34. ↑  Peakbagger: Mount Sheridan. Abgerufen am 17. Juni 2021.
35. ↑  Peakbagger: Laramie Peak. Abgerufen am 17. Juni 2021.
36. ↑  Peakbagger: Windy Mountain. Abgerufen am 17. Juni 2021.
37. ↑  Peakbagger: Mount Washburn. Abgerufen am 17. Juni 2021.
38. ↑  Peakbagger: Two Ocean Plateau. Abgerufen am 17. Juni 2021.
39. ↑  Peakbagger: Mount Hancock. Abgerufen am 17. Juni 2021.
40. ↑  Peakbagger: Wyoming Peaks with 2000 feet of Prominence. Abgerufen am 17. Juni 2021.
41. ↑  Peakbagger: Wyoming Peaks with 25 Miles of Isolation. Abgerufen am 17. Juni 2021.